# 自然大事件
自然大事件（Nature's Great Events）是英國廣播公司製作的記錄片，2009年2月在英國BBC的第一台及高清台首播，全輯節目共6集。2009年12月開始在香港的高清翡翠台播放。
這記錄片原旁白為大衛·艾登布祿；香港版本的旁白為梁志達、陳欣及翟耀輝。

## 自然大事件日誌
自然大事件日誌為自然大事件的附屬節目，於2009年於無綫電視明珠台播放。